# 波托恰內
49°35′21″N 24°51′42″E / 49.58917°N 24.86167°E
波托恰內（羅馬化：Potochany）是位於烏克蘭西南部的村莊，由特諾皮爾州特諾皮爾區的納拉伊夫市鎮負責管轄。該村始建於1375年，面積0.61平方公里，海拔高度317米，2014年人口299，人口密度每平方公里674.5人。